# Bruce Kessler
Pour les articles homonymes, voir Kessler.
Bruce Kessler, né le 23 mars 1936 à Seattle (État de Washington) et mort le 4 avril 2024 à Marina Del Rey (Californie), est un pilote automobile et réalisateur de télévision américain.

## Biographie
Bruce Kessler est un pilote automobile et réalisateur de télévision américain. Il a couru notamment en catégorie sport sur les Scarab-Reventlow Automobiles construites par son ami Lance Reventlow, à la fin des années 1950. 
Il participe aux 24 Heures du Mans 1958 sur Ferrari, en faisant équipe avec Dan Gurney. Engagé au Grand Prix de Monaco cette même année sur une Connaught, il ne parvient pas à se qualifier. 
Il met fin à sa carrière sportive après un grave accident, survenu en 1959 sur le circuit de Pomona, et s'oriente dès lors vers la réalisation de films pour la télévision.

## Résultats aux 24 heures du Mans
| Année | Écurie                     | Châssis        | Coéquipiers | Résultats |
| ----- | -------------------------- | -------------- | ----------- | --------- |
| 1958  | North American Racing Team | Ferrari 250 TR | Dan Gurney  | Abandon   |